# 英国教育部
教育部（英語：Department for Education，DfE）是负责英格兰地区儿童保护、教育（义务、继续、高等教育）、学徒制和就业技能事物的英国政府部门，还负责女性和平权政策。于2010年5月12日成立。
其前身可追溯至1899年设立的教育委员会，3个世纪以来共变更过7回名称。

## 历史
2010年5月12日，保守党-自民党联合政府将原儿童学校和家庭部改组为教育部，其职责及各种资源亦移交教育部。
2012年12月，教育部网站出现安全漏洞，这使得人们可以下载参考文件的电子邮件地址、密码和评论，该部违反了英国数据保护法。
2016年7月，特蕾莎·梅首相上台，该部从被改组的原商务创新和技能部处获得高等教育、继续教育、学徒制的职责。

### 流变
- 1839-1899，枢密院教育委员会，根据1839年4月10日枢密令 （页面存档备份，存于）创设
- 1899-1944，教育委员会，根据1899年《教育委员会法 （页面存档备份，存于）》创设
- 1944-1964，教育部（英语：Ministry of Education (United Kingdom)）（Ministry of Education），根据1944年《教育法》，由教育委员会改组而来，职权范围为英格兰和威尔士
- 1964-1992，教育和科学部（Department of Education and Science），工党政府上台，将教育部与科学大臣职责合并而来，其大臣升格为国务秘书
- 1992-1995，教育部（Department of Education），第一次使用该名，由教育和科学部改名而来，科学政策被转交给内阁办公厅公共服务局和贸易工业部（英语：Department of Trade and Industry (United Kingdom)）科技局（英语：Office of Science and Technology）
- 1995-2001，教育和就业部（Department for Education and Employment），教育部合并就业部而来，当年执政党保守党内发生挑战党领袖的选举（英语：Conservative Party (UK) leadership election, 1995），首相梅杰保住党领袖位后改组内阁及政府部门，1999年权力下放后，威爾斯政府相应部门（英语：Department for Education and Skills (Wales)）获得本地区教育政策制定权
- 2001-2007，教育和技能部（英语：Department for Education and Skills (United Kingdom)），教育和就业部将其就业职能移交给工作和养老金部（英语：Department for Work and Pensions）而来
- 2007-2010，儿童学校和家庭部（英语：Department for Children, Schools and Families），由教育和技能部将其成人教育、继续教育和高等教育职责移交给创新大学和技能部（英语：Department for Innovation, Universities and Skills）而来，负责英格兰地区19岁以下儿童的教育和保护
- 2010-至今，教育部（Department of Education），第二次使用该名，由儿童学校和家庭部改名而来，2016年职能扩展，部名未改变

## 职责
该部由教育大臣领导。部文官之首为常任秘书乔纳森·斯莱特。该部负责英格兰的教育、儿童服务、高等和继续教育政策、学徒制、更广泛的技能和平权事务。该部前身部于2008年4月雇用了2695名员工，截至2016年6月该部已将员工人数减少到约2301名。2015-16财年，该部预算为582亿英镑，其中包括536亿英镑的资源性开支和46亿英镑的资本投资。

## 大臣團隊
教育部各级大臣名单及职责如下：
| 職位     | 職位           | 大臣                     |
| -------- | -------------- | ------------------------ |
| 教育大臣 | 教育大臣       | 方佩芝 議員閣下          |
| 國務大臣 | 技能部長       | 施卓琪女男爵 閣下        |
| 國務大臣 | 學校標準部長   | Catherine McKinnell 議員 |
| 政務次官 | 早年教育部長   | Stephen Morgan 議員      |
| 政務次官 | 兒童及家庭部長 | Janet Daby 議員          |

## 管理团队
管理委员会构成如下：
- 常務次長 - 蘇珊·阿克蘭-胡德（英语：Susan Acland-Hood）
- 地區司 - John Edwards
- 技能司 - Paul Kett
- 策略司 - Julia Kinniburgh
- 學校司 - Andrew McCully
- 家庭司 - Indra Morris
- 臨時首席營運總監（營運及基建） - Iain King

非执行成员:
- 彼得·巴素夕爵士（獨立電視公司董事長）
- Jack Boyer，OBE（布里斯托大學校董會主席）
- Suzy Levy
- Toby Peyton-Jones
- Stuart McMinnies

## 所在地
截至2016年8月2日，教育部有五个主要办公地点：
- 伦敦大史密斯街圣所大厦
- 曼彻斯特皮卡迪利门（Piccadilly Gate）
- 设菲尔德圣保罗场2号（2 St Paul's Place）
- 达灵顿主教门大厦（Bishops Gate House）
- 考文垂伯爵公园（Earlsdon Park）

2017年9月，教育部搬离圣所大厦，迁往白厅北段由外交部腾出的旧海军部大楼。

## 各机构

### 行政机构

#### 教育和技能资助局
该局于2017年4月1日由原教育资助局和原技能资助局合并而来。此前，教育资助局（efa）负责为英国3至19岁的儿童分配国家教育经费和管理学校财产，各学院和技能资助局负责为英格兰的继续教育提供资金技能培训，并领导全国学徒制服务局和全国职业服务局。教育资助局成立于2012年4月1日，由两个非政府部门公共机构：青年学习局和学校伙伴关系公司合并而来。技能资助局成立于2010年4月1日，前身为学习和技能理事会。

#### 培训和领导层学院
培训和领导层学院负责培训英格兰的新教师和现职教师，监管教师职业，为校长、学校领导和高级儿童服务领导提供专业发展的机会。它成立于2013年4月1日，由当时的教学局（取代了英格兰学校培训发展局和英格兰总教学委员会之一部）与国立学校领导层学院合并而来。

#### 标准和测试局
标准和测试局负责向英格兰的学生们开发和提供所有的法定评定。该局于2011年10月1日成立，承接资格和课程发展局的职能。该局受考试主管部门资格和考试章程署校正。

### 公共机构
教育部下设10个公共机构：
| 非大臣管辖之政府部门     | 资格和考试章程署、教育、儿童服务及技能标准署                                           |
| 执行类非政府部门公共机构 | 平等和人权委员会、英国高等教育拨款委员会、公平接入办公室、儿童专员办公室、学生贷款公司 |
| 咨询类非政府部门公共机构 | 学校教师审查机构                                                                       |
| 其他                     | 政府平等事務部、学校审裁官办公室                                                       |

## 延伸阅读
- Alexiadou, Nafsika; Lange, Bettina. . Journal of European Integration (Taylor and Francis). January 2013, 35 (1): 37–52. doi:10.1080/07036337.2012.661423.